# Vonószenekar
A vonószenekar egy olyan típusú zenekar, amelyben vonós hangszerek szerepelnek.

## Felépítése
- 2 hegedűszólam
- 1 brácsaszólam (eredetileg [a kora barokk környékén] 2 brácsaszólam volt)
- 1 csellószólam

Ezen kívül az együttest erősítheti egy nagybőgő, egy csembaló, extrémebb esetekben mandolin, gitár vagy egy-két fafúvós hangszer.
A barokkban ez volt a nagy általánosságban elterjedt zenekar, ennek köszönhetően igen sok mű íródott rá.

## Lásd még
- Zenekar